# الحزب الشيوعي البورمي
الحزب الشيوعي البورمي (CPB)، المعروف أيضًا باسم حزب بورما الشيوعي، هو حزب شيوعي سري في ميانمار (بورما)، وهو أقدم حزب سياسي موجود في البلاد.
تأسس الحزب في عام 1939، وحارب في البداية ضد القوات الاستعمارية البريطانية قبل أن ينضم إليهم في تحالف مؤقت لطرد الجيش الإمبراطوري الياباني الغازي خلال الحرب العالمية الثانية. في السنوات الأخيرة من الحرب، ساعد الحزب الشيوعي البورمي في إنشاء تحالف سياسي وعسكري يساري في ميانمار أطلق عليه اسم رابطة الحرية الشعبية المناهضة للفاشية (AFPFL).
ومع ذلك، لم يحظ الحزب بالشعبية التي أرادها مقارنة بالاشتراكيين الأكثر اعتدالًا داخل رابطة الحرية الشعبية المناهضة للفاشية بسبب اختلاف وجهات النظر عن كيفية حكم ميانمار المستقلة. أصبح الفصيل المعتدل من رابطة الحرية الشعبية المناهضة للفاشية القوة السياسية المهيمنة في حكومة ميانمار بعد استقلال البلاد في عام 1948. وطُرد الحزب الشيوعي البورمي لاحقًا من حزب القوات المسلحة الفلبينية واتخذت الحكومة إجراءات صارمة ضد الأنشطة السياسية للحزب، مما دفع قيادة الحزب الشيوعي البورمي إلى الفرار من العاصمة رانغون. (يانغون الحالية). ثم بدأ الحزب الشيوعي البورمي في تمرد استمر أربعة عقود في الريف. بدأ هذا التمرد بحركة مسلحة في باوكونجي، منطقة بيغو (منطقة باغو الحالية)، وانتهى بتمرد داخلي وهروب قيادة الحزب إلى الصين.
في أعقاب انقلاب ميانمار عام 2021، أعادت كوادر الحزب الشيوعي البورمي تسليح أنفسهم وعادوا إلى ميانمار. أعلن الحزب الشيوعي البورمي لاحقًا أنه بدأ «حربًا شعبية» ضد مجلس إدارة الدولة، المجلس العسكري الذي تشكل بعد الانقلاب.

## القيادة

### تاريخيًا

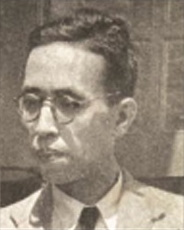
ثاكين هلا بي المعروف أيضًا باسم (بو لي يا)

الرؤساء
1. ثاكين ثان تون
2. ثاكين زين
3. ثاكين با ثين تين

الأمناء العامون
1. ثاكين أونغ سان
2. ثاكين سوي
3. ثاكين ثين بي (ثين بي مينت)
4. ييباو هتاي
5. ييباو كين ماونغ

## تاريخيًا

### النشوء
نشأ الحزب الشيوعي البورمي في اجتماع سري حضره سبعة رجال في غرفة صغيرة في شارع بار في رانغون في 15 أغسطس 1939. وكان الحضور ثاكين أونغ سان، وثاكين با هين، وثاكين بو، وثاكين هلا بي (بو لي يا)، وثاكين سوي، ويباو با تين (إتش إن جوشال)، ويباو تون ماونج (أمار ناج). تشكل جناح مسلح بعد ذلك بوقت قصير، وحارب الحكم الاستعماري البريطاني ثم الجيش الإمبراطوري الياباني الغازي عند بداية حملة بورما في الحرب العالمية الثانية.

### الحرب العالمية الثانية (1941-1945)
أثناء وجودهما في سجن إنسين في يوليو 1941، شارك ثاكين سوي وتاكين ثان تون في تأليف بيان إنسين، الذي أعلن الفاشية «العدو الرئيسي في الحرب القادمة» ودعا إلى تعاون مؤقت مع البريطانيين وإنشاء تحالف واسع يشمل الاتحاد السوفياتي. اتبعت خط المواجهة الشعبي الذي دعا إليه الزعيم الشيوعي البلغاري جورجي ديميتروف في مؤتمر الكومنترن السابع في عام 1935.
كان هذا مخالفًا للرأي السائد لجمعية «وي بورمانس» القومية، بما في ذلك أونغ سان، الذي غادر سرًا بورما في عام 1940 مع مجموعة من المثقفين الشباب، الذين عُرفوا فيما بعد باسم «الرفاق الثلاثون»، لتلقي تدريب عسكري من اليابانيين. عاد أونغ سان والرفاق الثلاثون إلى بورما في عام 1941 وأنشأوا جيش استقلال بورما (BIA) لمحاربة الحلفاء. بعد الاستيلاء على رانغون في عام 1942، أنشأ اليابانيون دولة دمية، دولة بورما، ثم نصبوا أونغ سان في وقت لاحق نائبًا لرئيس الوزراء في أغسطس 1943. أعيد تنظيم جيش استقلال بورما كقوات مسلحة للدولة الدمية، وسُمي جيش بورما الوطني (BNA). 
اختفى ثاكين سوي عن الساحة في دلتا إيراوادي لتنظيم المقاومة المسلحة بعد الغزو بفترة وجيزة، وتمكن ثاكين ثان تون كوزير للأراضي والزراعة من نقل المعلومات الاستخباراتية إلى ثاكين سوي. أجرى ثاكين ثين بي وتين شوي اتصالات في يوليو 1942 مع الحكومة الاستعمارية المنفية في شيملا، الهند. في يناير 1944 في اجتماع سري بالقرب من ديداي في الدلتا، عقد الحزب الشيوعي البورمي بنجاح مؤتمره الأول برئاسة ثاكين سوي.
أصبح أونغ سان متشككًا بشكل متزايد في قدرة اليابان على كسب الحرب مع تقدم الوقت، وفي منتصف عام 1944 قرر تغيير موقفه، والتواصل مع رفاقه السابقين في الحزب الشيوعي البورمي. شكل الحزب الشيوعي البورمي، جنبًا إلى جنب مع جيش بورما الوطني والحزب الثوري الشعبي (PSP) ما سُمي «المنظمة المناهضة للفاشية (AFO)» في اجتماع سري في بيجو في أغسطس 1944. تغير اسم المنظمة المناهضة للفاشية لاحقًا إلى رابطة الحرية الشعبية المناهضة للفاشية (AFPFL) في 3 مارس 1945. بعد خمسة أيام في 8 مارس 1945، بدأ القائد الشيوعي با هتو من القيادة الشمالية الغربية المتمركزة في ماندالاي تمردًا ضد اليابانيين. تصاعد التمرد إلى انتفاضة وطنية في 27 مارس 1945، بقيادة جيش بورما الوطني تحت قيادة أونغ سان. استسلمت القوات اليابانية بحلول يوليو 1945، وأصبح حزب القوات المسلحة الفلبينية الحزب السياسي الأكثر نفوذًا في بورما في سنوات ما بعد الحرب التي سبقت الاستقلال ولعدة سنوات بعد تحقيق الاستقلال.

### تطورات ما بعد الحرب العالمية الثانية (1945-1948)
سافر ثاكين سوي وبا تين إلى الهند في سبتمبر 1945 للتحدث إلى الحزب الشيوعي الهندي، وعاد ثاكين سو مقتنعًا بأن الكفاح المسلح هو السبيل الوحيد للمضي قدمًا. وسط إضرابات واسعة النطاق بدأت بشرطة رانغون والتجمعات الجماهيرية، عرض الحاكم البريطاني الجديد هوبرت رانس على أونج سان والآخرين مقاعد في المجلس التنفيذي. رفض أونغ سان العرض في البداية لكنه قبل به في نهاية المطاف في سبتمبر 1946.
في فبراير 1946 شجب ثاكين سو قيادة الحزب الشيوعي البورمي، خاصة ثاكين ثين بي، واتهمهم بالبراودرية، وهو شكل من أشكال التحريفية التي تبناها إيرل براودر، زعيم الحزب الشيوعي الأمريكي. جادل براودر بأن الثورة المسلحة لم تعد ضرورية لتأسيس دكتاتورية البروليتاريا، فقد ضعفت الفاشية العالمية والإمبريالية، مما يجعل الأساليب الدستورية خيارًا حقيقيًا لتحقيق «التحرير الوطني». كان ثاكين ثين بي، الذي حل محل ثاكين سوي كأمين عام القائد المسؤول عن السياسة الخاصة باستراتيجية كان عنوانها «نحو تفاهم متبادل أفضل وتعاون أكبر» كُتبت في الهند وتبناها المؤتمر الثاني للحزب في باغايا، رانغون في يوليو 1945. انفصل ثاكين سوي عن الحزب الشيوعي البورمي ليشكل مجموعة منشقة تسمى الحزب الشيوعي (بورما) أو الحزب الشيوعي (ب) باختصار. كان الحزب الشيوعي (ب) يلقب عمومًا بـ «شيوعي العلم الأحمر» فقد استمر باستخدام علم الحزب الشيوعي البورمي الأصلي ذي اللون الأحمر. بقيت الأغلبية مع ثاكين ثان تون وتاكين ثين بي واستمرت في التعاون مع رابطة الحرية الشعبية المناهضة للفاشية، وأطلقت عليهم صحافة رانغون لقب «شيوعي يثين-ثان» وكانوا معروفين عمومًا باسم «شيوعيي العلم الأبيض» لاستخدامهم أعلام الحزب الجديدة ذات اللون الأبيض.